# Щербатов, Василий Петрович
Князь Васи́лий Петро́вич Щерба́тов († 1637) — московский дворянин и воевода во времена правления Михаила Фёдоровича.
Старший сын князя Петра Осиповича Щербатова и Анастасии, в иночестве Александра.

## Биография
Участвовал в обороне Москвы при царе Василии Шуйском. Приехал на земскую службу в полк князя Д. Т. Трубецкого (июнь 1611). Отправлен на воеводство в Свияжск (апрель 1613—1614), откуда уведомляет князя И. Одоевского о предполагаемом походе казаков из-под Пошехонья, по рекам Шексна и Волга в Астрахань к Заруцкому и что принял меры, чтобы не пропустить их у Свияжска (29 апреля 1614). Воевода в Белой (1616—1617), за победу под городом получил царскую похвальную грамоту. Воевода Костроме (1618—1619), Брянске (1620—1621), откуда велено вернуться в Москву. Назначен походным воеводою Большого полка в Тулу, для оберегания от прихода татар (15 апреля 1622), но татары пришли, повоевали и взяли в полон, а князь Василий Петрович решительно ничего не сделал, пошёл за ними тогда, когда они уже ушли. По данному случаю велено провести Ивану Яковлевичу Вельяминову расследование и передать царский строгий выговор, который оканчивался так: «….а будет он впредь также учнуть плутать и им от Государя быть в великой опале и казни». Указано ему с Тулы «товарищем» воеводы Большого полка в Серпухове (18 июля 1622). Назначен воеводой в Терки (01 сентября 1624), но он как дворянин московский участвует ещё участвует в проводах Кизылбашского посла (17 мая 1625). Воевода в Терках (1625—1627), где устраивает водопровод от Быстрой реки. В чине московского дворянина участвует в приёме шведского посла (17 мая 1631). Воевода в Воронеже (1632). Исполнял дворцовые службы (1632—1637). Послан для осмотра и исправления Тульских, Венёвских и Каширских засек (28 октября 1635). Упомянут стряпчим (1636).
За московской осадное сидение при царе Василии Шуйском (1610) получил вотчину в Ярославском уезде (09 октября 1621), также имел вотчины в Галицком уезде.
Умер в 1637 году.

## Семья
Женат трижды:
1. Евфимья Борисовна († 06 апреля 1612) — дочь Василия Борисовича, погребена в Троице-Сергиевой Лавре.
2. Наталья — упомянута в Кормовой книге Ярославского-Спасского монастыря.
3. Анна (женат с 1633) — вдова Семёна Васильевича Собакина, упомянута в вотчинных книгах по Суздалю.

Дети:
- Князь Щербатов Фёдор Васильевич († 1680) — стольник.

## Критика
Князь П. В. Долгоруков считает его умершим († 1636), но он ещё обедал у Государя (25 июля 1637), а по справке разрядного архива его имения отошли сыну (1638) и поэтому годом смерти принят († 1637). Также князь П. В. Долгоруков указывает, что его жена Евфимья Васильевна, урождённая княжна Ростовская, а в списке погребённых в Троице-Сергиевой лавре, она называется дочерью Василия Борисовича, без указания его фамилии и княжеского титула. В роде князей Ростовских вовсе нет князя Василия Борисовича, правда такой имеется среди князей Приимковых-Ростовских, но дочь его должна была жить во второй половине XVII столетия, что не позволяет упомянуть её фамилию.